# Glossaire du renseignement
Glossaire du renseignement (espionnage)
- Haut – A
- B
- C
- D
- E
- F
- G
- H
- I
- J
- K
- L
- M
- N
- O
- P
- Q
- R
- S
- T
- U
- V
- W
- X
- Y
- Z

## A
- Agent : individu recruté et traité par un officier traitant pour fournir des renseignements
  - Agent dormant : caractérise un agent ou un réseau provisoirement inactif.
  - Agent double : agent travaillant secrètement pour un autre service de renseignement.
- Analyse : voir cycle du renseignement
- Analyste
- Approche : activités de l’officier traitant à l'égard d'une personne devant déboucher sur le recrutement de cette dernière

## B
- Boîte aux lettres morte : une boîte aux lettres morte, ou BLM, est un lieu précis et caractéristique permettant à un officier traitant et à son agent de communiquer (messages, documents, etc.) sans avoir à se rencontrer ni même à se contacter (e-mail, appel téléphonique, etc.).

## C
- Classification
- Chef de poste
- Client : destinataire final du renseignement. : voir cycle du renseignement
- Collecte : obtention d'information. : voir cycle du renseignement
- Collation : rassemblement des informations issues de sources différentes. : voir cycle du renseignement
- COMINT (Communications Intelligence) : écoute des télécommunications. Voir Renseignement d'origine électromagnétique.
- Cotation
- Coupe-circuit
- Cryptanalyse
- Cryptologie
- Cycle du renseignement : Les différentes phases menant de l'information au renseignement (recherche, collecte, évaluation, analyse...)

## D
- Diffusion : voir cycle du renseignement
- Défection, défecteur : Changer sa fidélité pour un autre pays.

## E
- Environnement : ensemble des enquêtes menées pour caractériser une personne
- Espion
- Évaluation : étape du cycle du renseignement
- Exploitation : étape du cycle du renseignement

## H
- Honorable correspondant (HC) : collaborateur volontaire non-rémunéré d'un service de renseignement
- HUMINT : voir ROHUM

## I
- Information
- Intégration
- Interprétation

## M
- Manipulation : activités menées par l’officier traitant pour former, diriger et contrôler une source humaine

## O
- Objectif : : voir cycle du renseignement
- Officier traitant : un officier traitant est un membre des services de renseignement, fonctionnaire civil ou militaire, chargé de recruter et de traiter des agents
- Opération clandestine
- Orientation
- OSINT : voir ROSO

## R
- Recherche : voir cycle du renseignement
- Recrutement
- Renseignement d'origine électromagnétique (Renseignement d'Origine ElectroMagnétique ou ROEM) (ou SIGINT en anglais, pour SIGnal INTelligence) : renseignement obtenus à partir des émissions électromagnétiques d'appareillages électroniques. Par exemple, en analysant les émissions d'un radar, on peut en déduire des renseignements sur sa longueur d'onde, sa puissance, sa portée, etc.
- ROHUM : (ou HUMINT en anglais, pour Human Intelligence) : renseignement d'origine humaine, à savoir renseignement obtenu auprès d'un individu
- ROSO (Renseignement d'origine sources ouvertes) (en anglais OSINT pour open source intelligence) : méthodes de renseignement analytique, basé sur des informations collectées dans des sources ouvertes : journaux, livres, rapports publics.

## S
- Service de renseignement
- SIGINT : voir ROHUM

## T
- Taupe : voir agent double
- Tamponner : Aborder une personne dans le but de la recruter ou de lui soutirer des informations. Le "tamponnage" commence souvent dans une situation apparemment anodine mais en réalité calculée, par exemple en percutant doucement un véhicule (d'où le nom du procédé).